# Stadio di Gávea
Lo stadio di Gávea (in portoghese Estádio da Gávea), ufficialmente stadio José Bastos Padilha (in portoghese Estádio José Bastos Padilha), è uno stadio di calcio situato nel quartiere Lagoa di Rio de Janeiro, in Brasile.
Inaugurato il 4 settembre 1938, ha una capacità massima di 4 000 spettatori ed è il terreno di casa del Flamengo, club che ne è proprietario, ma vi gioca raramente, preferendogli il Maracanã . 
Lo stadio prende il nome da José Bastos Padilha, presidente del Flamengo ai tempi della costruzione dello stadio. Fu il presidente del Flamengo dal 1933 al 1937.

## Storia
Il 4 novembre 1931, Flamengo acquisì i diritti sul sito di Lagoa. Il 28 dicembre 1933, il presidente José Padilha iniziò la costruzione dello stadio. La partita inaugurale fu giocata il 4 settembre 1938, quando Vasco batté il Flamengo per 2-0. Il primo goal dello stadio è stato segnato da Niginho di Vasco da Gama. 
Il record di presenze dello stadio, è attualmente pari a 8 882 spettatori ed è stato stabilito il 6 febbraio 1994, quando Flamengo e Madureira pareggiarono per 1-1. 
Elton John ha tenuto un concerto allo stadio il 24 novembre 1995 durante il suo tour Made in England.  Erano presenti oltre 60 000 persone. Il concerto è stato registrato e pubblicato in DVD chiamato Tantrums and Tiaras. Il concerto può essere trovato anche come "Live in Rio" 
I Metallica si esibirono allo stadio durante il loro Garage Remains The Same Tour il 9 maggio 1999. 
Nel dicembre 2000, il campo dello stadio è stato rinnovato. 
Durante il campionato mondiale di calcio 2014, la nazionale dei Paesi Bassi si è allenata all'Estádio da Gávea, in preparazione alla competizione.